# Il sogno del mare - Rocket Gibraltar
Il sogno del mare - Rocket Gibraltar (Rocket Gibraltar) è un film statunitense del 1988 diretto da Daniel Petrie.